# Metroid Prime
Metroid Prime é um jogo eletrônico de ação-aventura desenvolvido pela Retro Studios, em parceria com a Nintendo Entertainment Analysis & Development e a Nintendo Research & Development 1, e publicado pela Nintendo. É o quinto título da série Metroid e foi lançado exclusivamente para GameCube em novembro de 2002 na América do Norte, em fevereiro de 2003 no Japão e em março na Europa.
Metroid Prime é o primeiro jogo de uma trilogia paralela à cronologia oficial, ocorrendo entre os eventos do Metroid original e de Metroid II: Return of Samus. Como nos jogos anteriores da série, Prime traz uma trama de ficção científica, na qual o jogador controla a caçadora de recompensas Samus Aran durante uma investigação acerca de atividades ilegais no planeta Tallon IV.
O jogo foi bem recebido pela crítica por seus gráficos realistas, sua trilha sonora e pela jogatina variada e inovadora. Ganhou uma série de prêmios de Jogo do Ano, e é considerado por muitos críticos e gamers como um dos melhores jogos de todos os tempos. Comercialmente, o jogo foi um sucesso, com quase 1,5 milhão de unidades vendidas na América do Norte, conseguindo, assim, a marca Player's Choice. Em 2009, uma versão especial do jogo foi lançada para o Wii como parte da compilação Metroid Prime: Trilogy. Em 2023, uma remasterização intitulada de Metroid Prime Remastered foi lançada para o Nintendo Switch.

## Jogabilidade
Como nos jogos anteriores, Prime ocorre em um grande mundo aberto, com diversas regiões interligadas por elevadores. Cada região tem um conjunto de salas separadas por portas de cores distintas; a cor corresponde ao tipo de arma necessária para abri-las. A jogabilidade gira em torno da resolução de quebra-cabeças para a revelação de segredos, saltar plataformas e atirar em inimigos por meio de uma sistema de lock-on, o qual permite travar a mira em um determinado alvo. O jogo é o primeiro da série a usar uma visão em primeira pessoa ao invés de rolagem lateral. A exceção ocorre quando a armadura de Samus se transforma em Morph Ball, uma esfera com habilidades especiais; nesse caso, a perspectiva muda para a terceira pessoa.
A protagonista, Samus, tem de viajar pelo mundo de Tallon IV, à procura de doze Artefatos Chozos que abrem o caminho para a cratera de impacto de um meteoro carregado de Phazon. Durante a busca, a heroína adquire novos itens e habilidades, os quais permitem chegar a áreas até então inacessíveis; o Varia Suit, por exemplo, protege Samus contra temperaturas perigosamente elevadas ou baixas, permitindo-lhe penetrar em regiões vulcânicas e de muito frio. Alguns dos itens são obtidos após lutas contra chefes e mini-chefes, que são encontrados em quase todas as regiões.
O Heads-up display simula o interior do capacete de Samus, que apresenta um radar, um mapa, medidores de munição para os mísseis, a saúde, o perigo do local e a saúde dos chefes de fase, juntamente com seus nomes. A jogabilidade pode ser alterada pela troca de visores (visors), que modificam a percepção que Samus possui do ambiente. Ao todo, são quatro visores: Thermal Visor (permite diferenciar objetos e seres pela temperatura), X-Ray Visor (possibilita enxergar certos tipos de inimigos e áreas escondidas atrás de paredes), Scanner Visor (único que não pode ser usado em combate, mas permite identificar as fraquezas dos inimigos, fazer leituras do ambiente, acionar mecanismos eletrônicos e traduzir mensagens) e Combat Visor (visão normal de combate, como a olho nu).
Além disso, os jogadores devem encontrar e recolher itens que melhoram o arsenal de Samus, incluindo armas, upgrades para a armadura e itens que concedem novas habilidades. Entre elas estão a Morph Ball, que permite a Samus rolar em passagens estreitas; e o Grapple Beam, um tipo de cipó elétrico que só pode ser usado em certos pontos do jogo.

## Enredo
Cronologicamente, Prime ocupa o segundo lugar no universo ficcional de Metroid. A Retro Studios escreveu uma história extensa, o que foi considerado uma das grande diferenças em relação aos jogos anteriores. No entanto, é inteiramente opcional, pois o jogador a descobre através de leituras feitas pelo Scan Visor da heroína. A trilogia Prime é definida entre Metroid e Metroid II: Return of Samus; mas fontes como a Gradiente, ex-distribuidora da Nintendo no Brasil, e a adaptação em quadrinhos presente na revista estadunidense Nintendo Power afirmam que a trama é posterior a Super Metroid, terceiro jogo da franquia. A publicidade brasileira, ainda, afirmou que o meteoro de Phazon é um pedaço do planeta Zebes, destruído após Super Metroid. No entanto, em Metroid Prime 3: Corruption foi confirmado que o meteoro era um Leviatã do planeta Phaaze.
O jogo começa na órbita de Tallon IV, quando Samus recebe um sinal de socorro do Space Pirate Frigate Orpheon, cuja tripulação foi abatida por seus próprios experimentos genéticos. Ao chegar ao núcleo da nave, a caçadora tem um luta com a Rainha Parasita), uma versão gigante dos inimigos minúsculos vistos anteriromente. Ao ser derrotada, a Rainha cai no núcleo do reator da nave, levando sua estrutura ao colapso. Enquanto Samus está fugindo da fragata condenada, uma onda elétrica destrói quase todas as funções de sua armadura. Além disso, ela reencontra Ridley — agora em uma versão cibernética chamada Meta Ridley. Na fuga, ela observa seu inimigo indo em direção ao planeta e tenta uma perseguição.
Ao pisar em terra firme, Samus chega a Tallon Overworld, uma região tomada por florestas tropicais. Em seguida, ela chega em Chozo Ruins, os restos da civilização Chozo em Tallon IV. Ela foi destruída com a queda de um meteoro, que continha a substância radiotativa Phazon e uma criatura denominada pelos Chozos como "The Worm". Samus descobre, além disso, um templo Chozo em Tallon Overworld e que ele está selando a cratera de impacto do meteoro, a qual os piratas espaciais estão tentando quebrar. O campo magnético de confinamento é alimentado por doze artefatos sagrados, que estão escondidos pelas redondezas.
Samus encontra seu caminho para Magmoor Caverns, uma série de canais subterrâneos abertos pela atividade vulcânica. Os túneis são utilizados pelos piratas como fonte de energia geotérmica e ponto de ligação geográfica com outras regiões. Fazendo uso dessa ligação, Samus chega a Phendrana Drifts, região montanhosa de muito frio e enorme valor estratégico para os piratas, uma vez que abriga importantes centros de pesquisa com Metroids.
Após a obtenção, em Phendrana, da Gravity Suit (armadura que permite livre fluxo dentro d´água), Samus explora o interior da fragata Orpheon, que caiu nas proximidades de um lago, em Tallon Overworld. Finalmente, ela se infiltra em Phazon Mines, o coração das operações piratas em Tallon IV. Nesse lugar, Samus tem difíceis lutas com formas geneticamente modificadas de Metroids e Space Pirates, todos resultados de experimentos com Phazon. Após um desses confrontos, a armadura de Samus recebe, acidentalmente, altas doses de Phazon, transformando-se no Phazon Suit. Com esse revestimento, é possível ter acesso seguro a áreas com moderada contaminação pela substância.
Durante a sua exploração por Tallon IV, Samus encontra as doze chaves do Artifact Temple necessárias para a abertura do portal. Pelas investigações que fez, Samus descobre que os Chozos, na incapacidade de destruírem o Phazon e a misteriosa criatura, isolaram os dois na esperança que alguém conseguisse. Quando ela coloca a última das chaves no lugar, Meta Ridley aparece e destrói o altar. Depois da batalha, Samus descobre que os artefatos são a materialização de espíritos Chozos; por isso, mesmo com o altar destruído eles conseguem ativar o portal. Dentro de Impact Crater, Samus encontra níveis incrivelmente altos de contaminação por Phazon e Metroids extremamente fortes. No final do caminho, ela encontra a criatura responsável pela reprodução da substância radioativa, uma criatura chamada Metroid Prime. Depois de uma difícil batalha, a criatura é derrotada, mas, antes de morrer, ela suga o revestimento de Phazon da armadura de Samus — que volta a forma de Gravity Suit. Então, a criatura começa a inchar e tomar conta do local, o que força uma fuga de Samus. O templo não resiste à pressão interna na cratera e explode no processo. Para Samus, o núcleo da produção de Phazon e o risco de um eventual uso dessa energia pelos Spaces Pirates está eliminado. Uma cena, porém, que só pode ser vista quando se coletam todos os itens do jogo, mostra o centro da cratera destruída; dos restos de Metroid Prime, uma estranha criatura humanoide desperta: trata-se do próprio Metroid Prime mimetizando a morfologia da armadura de Samus — por tê-la absorvido no final do combate. Essa criatura será a antagonista dos dois episódios seguintes, Metroid Prime 2: Echoes e Metroid Prime 3: Corruption.

## Desenvolvimento
Após o lançamento de Super Metroid para o Super Nintendo, a série ficou oito anos sem receber um título. Chegou-se a cogitar a produção de um título para o Nintendo 64 ou seu acessório 64DD, o que não se concretizou. O produtor Shigeru Miyamoto, em entrevista ao portal IGN, disse que a empresa não conseguiu trazer nenhuma ideia concreta o bastante para justificar um novo jogo, apesar de os esforços feitos durante o período do Nintendo 64.
Metroid Prime foi desenvolvido como uma colaboração entre a estadunidense Retro Studios e importantes membros dos estúdios japoneses Nintendo Entertainment Analysis and Development (Nintendo EAD) e Nintendo Research and Development 1 (R&D1). A Retro Studios foi fundada em 1998, como fruto de uma parceria entre a Nintendo e o fundador da Iguana Entertainment (depois tornada em Acclaim Studios Austin), Jeff Spangenberg. Ao estabelecer escritórios em Austin, Texas, em 1999, a Retro começou a trabalhar com quatro projetos distintos para o GameCube. Quando o produtor Shigeru Miyamoto visitou o estúdio, em 2000, desaprovou todos; mas sugeriu a produção de um novo jogo da série Metroid, após testar o protótipo de uma engine de um jogo de tiro em primeira pessoa desenvolvido pela equipe local.
A equipe japonesa, que envolvia Miyamoto, Kensuke Tanabe, Kenji Miki e Yoshio Sakamoto manteve comunicação com o estúdio texano através de e-mails, teleconferências mensais e encontros pessoais. Originalmente, toda a jogabilidade estava concebida na perspectiva em terceira pessoa, mas a intervenção de Miyamoto por um novo estilo fez o desenvolvimento voltar ao zero. Entre as razões para abandonar a perspectiva tradicional, uma delas dizia respeito ao problema enfrentado pela Rare em Jet Force Gemini, no qual a câmera dificultava a execução de tiros intuitivos. A exploração em primeira pessoa, também, era mais fácil. Mark Paccini disse que a Retro procurou tornar o jogo difícil apenas nas batalhas contra chefes; assim os jogadores não teriam receio em explorar, pois o desafio do jogo está em encontrar o seu caminho.
Em 2000 e no início de 2001, três jogos foram cancelados pela Retro, e em julho desse ano, um RPG chamado Raven Blade foi rescindido, o que fez de Metroid Prime o único jogo em produção. Durante os últimos nove meses de desenvolvimento, o time de desenvolvimento chegou a trabalhar entre 80 e 100 horas por semana para atingir o prazo estipulado pela Nintendo.
A primeira aparição pública do jogo foi em um vídeo de 10 segundos da feira SpaceWorld 2000. Em novembro do mesmo ano, a Retro Studios confirmou que estava envolvida no desenvolvimento do jogo; e na E3 2001, a Nintendo oficializou a produção do título, recebendo críticas mistas pela transição do estilo 2D em visão lateral para o 3D em primeira pessoa. Todo o enredo foi desenvolvido pela empresa sob a supervisão do veterano Yoshio Sakamoto.
Kraid, chefe de Metroid e de Super Metroid, foi pretendido para fazer uma aparição em Prime e o designer Kohler Gene o projetou e modelou para esse propósito. Limitações de tempo, contudo, impediram que ele fosse acrescentado à versão final.

### Áudio
Kenji Yamamoto, assistido por Kouichi Kyuuma, compôs a trilha sonora do jogo. Para agradar os antigos fãs da série, o compositor deu novo tom a algumas faixas clássicas. O tema inicial de Tallon Overworld, por exemplo, é um remix do tema de Brinstar (Metroid), enquanto a música ouvida em Magmoor Caverns faz alusão a Norfair Lower (Super Metroid). Inicialmente, o Tommy Tallarico Studios desenvolveu os efeitos sonoros, apesar de Shigeru Miyamoto tê-los desaprovados para uma apresentação do jogo durante a SpaceWorld 2001. O jogo suporta a tecnologia Dolby Pro Logic II, que permite a jogatina em som surround. A trilha sonora do jogo foi lançada conjuntamente com a de Metroid Fusion, sob o nome Metroid Prime & Fusion Original Soundtracks.

## Lançamentos
A versão original de Prime recebeu três versões: a primeira foi lançada apenas na América do Norte; a segunda, lançada na América do Norte e no Japão, trouxe algumas correções de programação, como um bug que travava o jogo nos elevadores de acesso a Chozo Ruins; e a terceira, lançada apenas na Europa, trouxe algumas correções de roteiro e mecanismos que impediam a progressão do jogo fora da sequência desejada.

### Relançamentos
Em 2009, como parte da série New Play Control!, Metroid Prime foi relançado no Japão, para a Wii. O jogo trouxe uma jogabilidade distinta do original graças ao sensores do Wii Remote. Na segunda metade do mesmo ano, foi agrupado a seus dois sucessores num pacote especial chamado Metroid Prime: Trilogy, lançada para Wii, trazendo todas as novidades da versão aprimorada já lançada. Essa compilação não foi lançada no Japão, no qual os dois primeiros jogos foram relançados separadamente. As versões estadunidense e australiana, além disso, foram descontinuadas, pelo fato de o jogo, segundo a Nintendo, ser uma edição especial. A compilação foi disponibilizada em 29 de janeiro de 2015 para download na Nintendo eShop do Wii U.

### Metroid Prime Remastered
Durante uma apresentação do Nintendo Direct em 8 de fevereiro de 2023, a Nintendo anunciou Metroid Prime Remastered, um remasterização de alta definição para o Nintendo Switch. Foi lançado digitalmente mais tarde naquele dia e em formato físico no dia 22 de fevereiro na América do Norte e 3 de março em outras regiões. A remasterização foi desenvolvida pela Retro Studios com a assistência de outros desenvolvedores, incluindo o Iron Galaxy Studios.

## Recepção
Metroid Prime se tornou um dos jogos mais vendidos do GameCube: foi o segundo mais vendido de novembro de 2002, na América do Norte, atrás apenas de Grand Theft Auto: Vice City, e atingiu 250 mil unidades em apenas uma semana. Só na América do Norte, a versão para GC vendeu aproximadamente 1,49 milhão de unidades, faturando mais de US$ 52 milhões em receita. É, também, o oitavo título mais vendido do GameCube na Austrália. Suas vendas no Japão, porém, foram decepcionantes, com cerca de 78 mil cópias. Graças ao bom desempenho, sobretudo nos Estados Unidos, o título entrou para a linha Player's Choice.
A crítica ocidental aclamou o novo estilo adotado para a série, incluindo uma nota perfeita da revista estadunidense Electronic Gaming Monthly e de sua edição brasileira. Além disso, em muitas das premiações de melhores jogos de 2002, Prime obteve destaque. Diversos aspectos corroboraram para a avaliação positiva: excelentes controles, ambientes variados, inteligência do fator exploração, engenhosidade da trilha sonora, atmosfera envolvente, level design e beleza técnica foram os quesitos mais lembrados pelos avaliadores. No entanto, críticas importantes foram feitas. Segundo a publicação da Game Informer, o sistema de controle é inábil; já o quase inexistente foco na história fez a Entertainment Weekly comparar o jogo a um arcade de 1990: recheado de excelentes batalhas, espetaculares efeitos visuais e um enredo muito fraco; outra crítica forte foi feita pela GamePro: segundo sua avaliação, o vai-e-volta causado pela exploração pode ser exaustivo aos jogadores mais inexperientes.
No site GameRankings, que faz uma média das avaliações de diversas fontes, Metroid Prime é o sétimo jogo de maior pontuação, com um total de 96,3% (até dezembro de 2010); em 2002, ficou com a melhor marca do ano, e em toda geração 128 bits, só perdeu para Soul Calibur, do Dreamcast.
Entre outras atribuições positivas, o título possui a marca de 24.º melhor jogo do IGN's Top 100 de 2006. O GameSpy o escolheu como terceiro melhor jogo do GameCube, atrás de The Legend of Zelda: The Wind Waker e Resident Evil 4, enquanto o portal IGN o escolheu como o melhor do console. A Nintendo Power o classificou como o sexto melhor da década de 2000. Metroid Prime se tornou, também, muito popular entre comunidades de speedrunning, prática de tentar terminar o jogo no menor tempo possível. Isso foi possível por causa da programação da primeira versão, a qual permite adquirir itens fora da sequência oficial e pular partes do jogo.